# Sleeping Sun
Sleeping Sun е песен на финландската метъл група Nightwish. Текстът е написан от Туомас Холопайнен по повод слънчевото затъмнение над Европа през 1999.

## Първи запис
Първият запис на песента е от май/юни 1999. Записът е осъществен в студио във Финландия. Заедно с песните „Walking in the Air“, „Angels Fall First“ и „Swanheart“ „Sleeping Sun“ е издадена за пръв път в сингъла „Sleeping Sun – 4 Ballads Of The Eclipse“. Към песента е заснето и видео, в което Таря Турунен е с червена коса. Клипът съдържа пейзажи от природата на Финландия – гори, плажове, полета. По-късно през 1999 песента е прибавена към новия тираж на Oceanborn (1998), а през 2004 в компилацията Tales from the Elvenpath.

## Втори запис
През 2005 Nightwish издават нов сборен албум – Highest Hopes. „Sleeping Sun“ също присъства в албума, но в нова версия, която е издадена като сингъл.
Заснето е ново видео за песента, различно от предишното. Клипът показва Таря Турунен насред средновековно бойно поле.
Новата версия излиза като сингъл на 19 октомври 2005, като дискът включва пълната и радио-версията на новия запис на песента и първоначалната версия от 1999.